# Изенман, Каспар
Каспар Изенман (нем. Caspar Isenmann; ок. 1430, Кольмар, Эльзас — 18 января 1472, Кольмар) — немецкий художник эпохи Северного Возрождения верхнерейнской или швабской школы: рисовальщик, живописец и гравёр. Создатель главного алтаря церкви Святого Мартина и вероятный учитель Мартина Шонгауэра.

## Жизнь и творчество
Даты рождения и смерти Каспара Изенмана неизвестны. Возможно, он родился около 1410 года. По одним данным он работал около 1430 года и умер между 1484 и 1490 годами; по другим — художник скончался 18 января 1472 года.
Впервые имя Изенмана упоминается в 1432 году. О его учителях ничего не известно, но предполагается, что он, возможно, был учеником либо Xанса Хирца из Страсбурга, либо Конрада Вица из Базеля; его искусство также показывает влияние Рогира ван дер Вейдена и его школы. После 1450 года Изенман зарегистрирован как олдермен (старейшина) городского Совета, а в 1461 году он стал одним из главных организаторов мистерии во время праздника «Corpus Christi».
В 1462 году Изенман получил заказ на роспись створок алтаря церкви Святого Мартина, главного храма Кольмара, и завершил работу в 1465 году. Семь из этих панелей, некоторые с утратами, сохранились после демонтажа алтаря в 1720 году и с 1853 года хранятся в Музее Унтерлинден в Кольмаре.
Между 1466 и 1469 годами Изенман, возможно, был учителем своего коллеги из Кольмара Мартина Шонгауэра, которого он познакомил с картинами ван дер Вейдена. Предполагается также, что он обучал брата Мартина — Людвига Шонгауэра.
На доме № 34 по улице Маршан в Кольмаре помещена надпись: «В зелёном доме, 1435 год, бывшее жилище мастера-живописца Каспара Изенмана» (Zum grienen hus, 1435. Ancienne demeure du maître-peintre Caspar Isenmann).

## Детали росписи створок алтаря церкви Святого Мартина в Кольмаре. 1462—1465

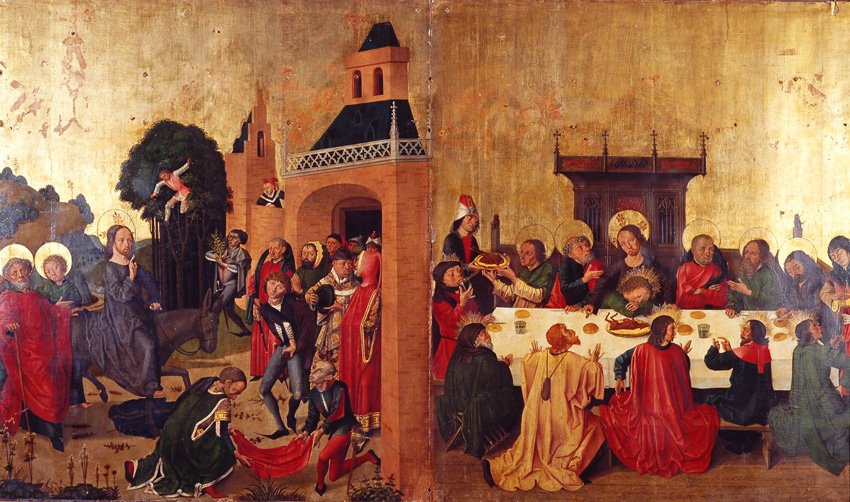
Вход в Иерусалим и Тайная вечеря
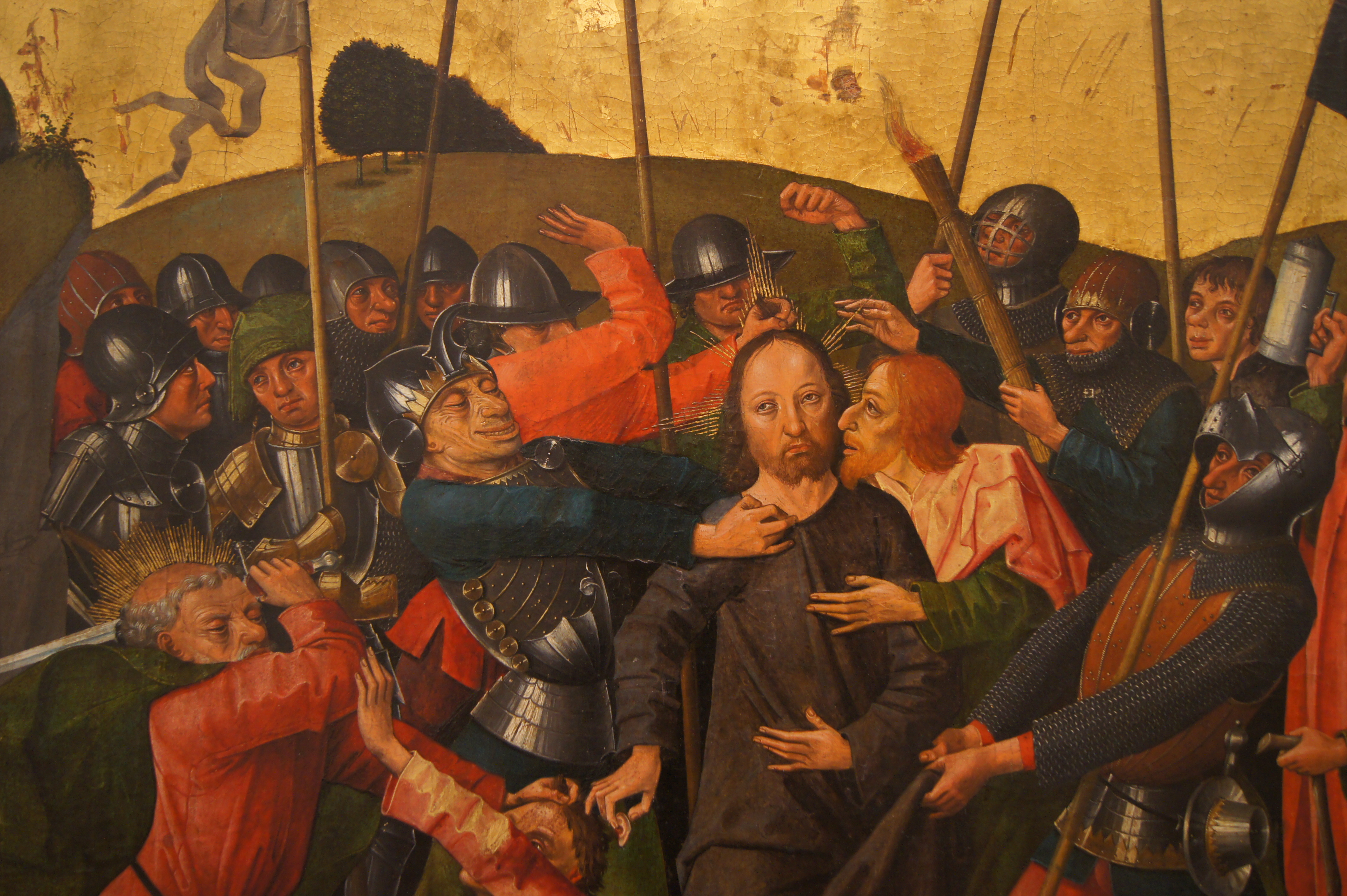
Поцелуй Иуды
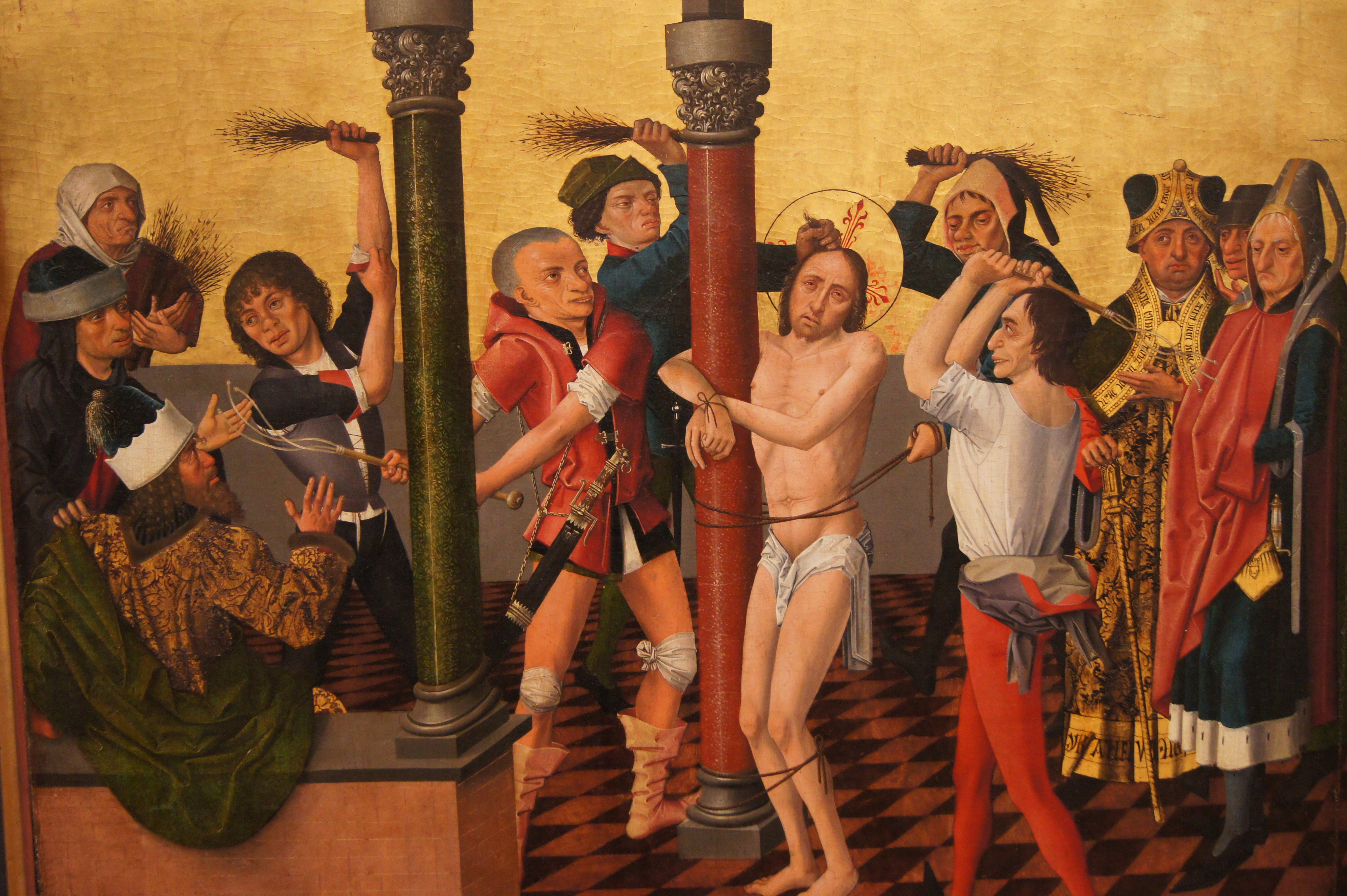
Бичевание Христа
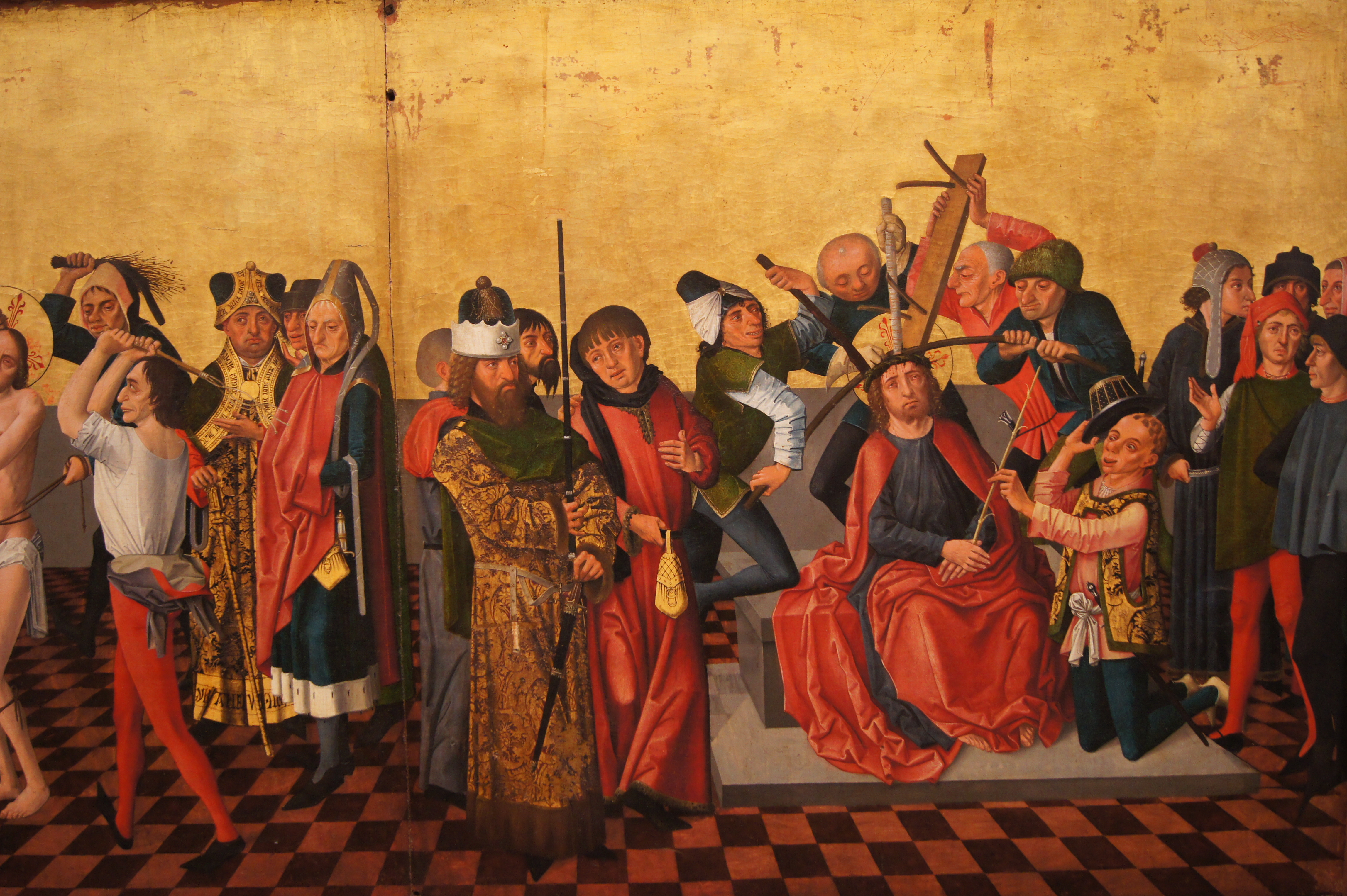
Бичевание и коронование тернием
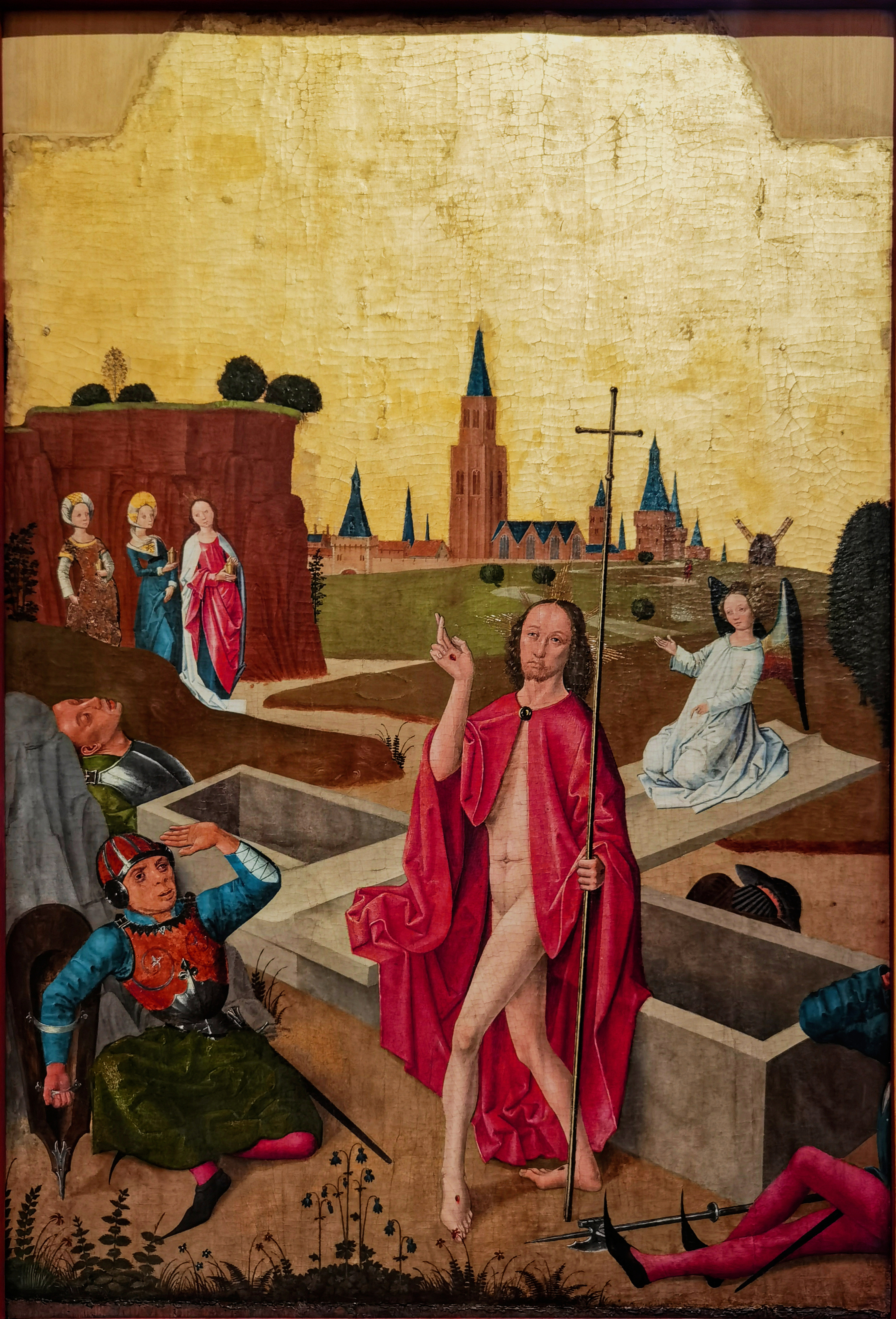
Воскресение